# راعوم
الراعوم هو مرض معد سببه بكتيريا سلبية الغرام هي بيركهولدرية راعومية والتي توجد في التربة والماء.
للراعوم أهمية في الصحة العامة في الأماكن التي يتوطن فيها، خصوصا في تايلاند وشمال أستراليا.
كما يوجد الراعوم في حالة مرض حاد أو مرض مزمن. يسمى الراعوم المزمن بالسل الفيتنامي.
تتضمن الأعراض والعلامات آلاما في الصدر والعظام والمفاصل وسعال وعدوى جلدية وعقيدات رئوية وذات الرئة.

## التسميات المرادفة
- الرعام الكاذب (بالإنجليزية: Pseudoglanders)‏
- داء وتمور (بالإنجليزية: Whitmore's disease)‏ (نسبة إلى ألفرد وتمور الذي وصفه)[5]
- داء رعام نايتكلف (بالإنجليزية: Nightcliff gardener's disease)‏ (نسبة إلى نايتكلف في أستراليا التي كان المرض فيها متوطنا)[6]
- داء ساحات الأرز (بالإنجليزية: Paddy-field disease)‏[7]
- إنتان حاقني المورفيا (بالإنجليزية: Morphia injector's septicaemia)‏[8]
- داء ستانتون (بالإنجليزية: Stanton's disease)‏.